# Kaloe
Kaloe war eine antike und byzantinische Stadt im Westen Kleinasiens in der Landschaft Ionien in der heutigen Türkei.
Kaloe lag in der Nähe der Quellen des Kaystros am Fuß des Tmolos-Gebirges. Es war Heimat des byzantinischen Geschichtsschreibers Leon Diakonos. Auf das untergegangene Bistum der Stadt geht das Titularbistum Caloe der römisch-katholischen Kirche zurück.